# 雷切托
雷切托（義大利語：Recetto），是意大利诺瓦拉省的一个市镇。总面积8平方公里，人口953人，人口密度119.1人/平方公里（2009年）。ISTAT代码为003129。